# Discos Marcus Pereira
Discos Marcus Pereira foi um selo independente de música regional e música popular brasileira, fundado em 1973 pelo publicitário e bacharel em direito Marcus Pereira.

## História
Por volta de 1966, o músico Luis Carlos Paraná e o publicitário Marcus Pereira fundaram o bar “O Jogral” na cidade de São Paulo, referido por alguns como um “mini-templo da cultura brasileira”.
O Jogral era reduto de jornalistas, intelectuais e artistas que se encontravam para ouvir o que eles consideravam a verdadeira música popular brasileira, em contraste ao iê-iê-iê e à Jovem Guarda, que tinham inspiração no exterior. Entre os frequentadores do Jogral estava Paulo Vanzolini, então diretor do Museu Zoológico da USP, que, sendo compositor, também se apresentava no Jogral.
Em 1967, Marcus Pereira decidiu gravar um disco como presente de final de ano para os clientes de sua agência de publicidade. O disco, financiado pela FINASA, que era cliente de sua agência de publicidade fez muito sucesso e foi objeto de críticas positivas, apesar da circulação e tiragem limitadas.
O primeiro disco de Marcus Pereira surgiu com a gravação de canções de Paulo Vanzolini, com o LP “Onze sambas e uma capoeira”, que veio a ser o embrião da “Discos Marcus Pereira”, que se dedicou ao resgate das manifestações musicais do Brasil. O disco foi gravado em outubro de 1967 e contava com arranjos de Toquinho, então desconhecido.
Em 1968, também com o intuito de distribuí-lo como brinde de final de ano, Marcus Pereira produziu, com patrocínio do Jogral e sob selo do Jogral o disco “Brasil, flauta, cavaquinho e violão”.
Apaixonado pela música brasileira e em resposta ao que considerava a dominação do cenário musical brasileiro pelas indústrias multinacionais, bem como com a descaracterização da música popular brasileira pela excessiva influência e imitação de grupos estrangeiros, Marcus Pereira deixou sua bem sucedida agência de publicidade e se dedicou totalmente à música. Em 1973, com a morte de Luís Carlos Paraná, adquiriu a totalidade do Jogral e fundou a Discos Marcus Pereira.
A longo de seus 15 anos de existência o selo Discos Marcus Pereira lançou pelo menos 144 álbuns de música brasileira. Entre estes destaca-se o disco Cartola de 1976, que ocupa a 8ª posição na lista Os 100 maiores discos da música brasileira da Rolling Stone, bem como a Banda de Pífanos de Caruaru.
Angenor de Oliveira, o Cartola, um dos fundadores da Escola de Samba Mangueira, foi chamado pela Discos Marcus Pereira para gravar seu primeiro álbum aos 66 anos de idade. Naquele momento, trabalhava como lavador de carros.
A Discos Marcus Pereira se destacou ainda por promover a gravação e trazer a lume composições do interior do país, como demonstram as coletâneas de música regional, sendo dedicados quatro volumes a música tradicional de cada região do Brasil num total de 16 volumes:
Outro projeto relevante da gravadora foi a  “História das Escolas de Samba do Rio de Janeiro”. Em 1974, Aluízio Falcão, diretor artístico da gravadora, buscou registrar a história musical das escolas de samba, construindo a trajetória daquelas que eram as mais significativas na década de 70 do século XX: Mangueira, Portela, Salgueiro e Império Serrano.
Devido a problemas econômicos, a Discos Marcus Pereira acabou, fez um acordo com a Copacabana Discos e acabou fechando, assim como o Jogral. Com o fechamento da Copacabana Discos também nos anos 1980, o acervo da Discos Marcus Pereira acabou sob domínio da multinacional EMI. Os direitos sobre o acervo foram licenciados para a gravadora Microservice, que possuiu projetos para reedição de materiais da Discos Marcus Pereira. Atualmente seu catálogo pertence à Universal Music Group com a aquisição da EMI em 2012.
Desiludido e com outros problemas pessoais, Marcus Pereira tirou a própria vida em 1981.

### Principais coletâneas
Música popular do Nordeste (1973): Os quatro volumes nordestinos trazem frevos, martelos, cirandas, bois, maracatus, sambas de roda, cocos, emboladas, repentes, marchas, arrastapés. Neles estão:
- Quinteto Violado

- Zélia Barbosa

- Trio Tapajós

- Banda Municipal de Recife

- Severino Pinto e Lourival Batista

- Otacílio Batista e Diniz Vitorino

- Barracho

- Beija-Flor e Treme Terra

- Banda de Pífanos de Caruaru.

- Música popular do Centro-Oeste e Sudeste (1974): Os quatro volumes do centro-oeste e sudeste trazem modinhas, modas, canções, cururus, catiras, sambas rurais, jongos, congadas, pontos de macumba, benditos, ladainhas, folias do divino, folias de reis, calangos, cirandas, pagodes e danças. Neles estão:

| - Renato Teixeira - Nara Leão - Edson Gama - Catireiros de Nova Odessa - Pedro Chiquito - Parafuso - Dona Ivone Lara - Grupo de Olimpia - Clementina de Jesus - Companhia de Mocambique Divinópolis - Terno Verde de Atibaia - Carmem Costa |  | - Coral da USP - Foliões de Ubatuba e Olímpia - Foliões da Mangueira - Osvaldinho da Cuíca - Papete - Mineirinho e Manduzinho - Tico Siqueira - Leôncio e Leonel - Seu Chico de Ubatuba - Nhô Serra - Família Camargo. |

- Música popular do Sul (1975): Os quatro volumes do sul trazem sambas, músicas missioneiras, mazurcas, polquinhas de galpão, canções, chulas, milongas, toques, batuques, terços, rosários, danças, cantos de pescadores, cantos de lenhadores, cacumbis, bois, quadrilhas, desafios, declamações, fandangos, rancheiras, bugios e chotes. Neles estão:

| - Moisé Mondadori - Elis Regina - Beto Ruschel - Zé Gomes e Neneco - Os Tapes - Dércio Montiel (Dércio Marques) - Cláudio Lazzarotto - Noel Guarani - Telmo de Lima Freitas - Modesto Silva - Luís Menezes - Ademar Nascimento Carvalho - Dorvalino Pereira dos Santos - Ataíde Barros |  | - Velho Trajano - Miquelina Antonia de Oliveira - Capitão Francisco Amaro - Boi de Itacorobi - Nelo Silva - Pau de Fita de Ribeirão da Ilha - Jaime Caetano Braun - Nilo Sergio Vale - Rufino J.Z. - Marco Aurélio Campos - Manequinho da Viola - Sadi Cardoso |

- Música popular do Norte (1976): Os quatro volumes do norte trazem chulas, canções amazônicas, pontos, batuques, toadas, canções marajoaras, acalantos, polcas rurais, qualdrilhas, polcas, polcas-tango, sambas rurais, bois, tambores, minas, modinhas, romances, festas religiosas, carimbós, retumbões, lundus, mazurcas, xotes, músicas indígenas, batuques, danças e cirandas. Neles estão:

| - Jane Vaquer (Jane Duboc) - José Tobias - Trio Tó Teixeira - Odete Ernest Dias - Papete - Raimundo Tuíra - Boi do Maranhão - Conjunto Cazumbá - Caixeiras de Dona Florinda - Conjunto Ajiruteua - Conjunto Os Gigantes da Ilha - Conjunto Embalo de Soure |  | - Tia Pê - Índios Kamayurá - Conjunto Quem São Eles - Conjunto Espanta Cão - Conjunto Pássaro Guará - Conjunto Bem-Te-Vi |

- Fados (1974): foram lançados dois discos de Fado em 1974, o LP "Fados Brasileiros" (com composições e poemas de Vinícius de Moraes, Cecília Meireles, Marcos Calazans, Chico Buarque, Chico Alves, Carlos Pena Filho, Caco Velho, Dorival Caymmi e Caetano Veloso), interpretado pela cantora portuguesa Paula Ribas e, ainda nesse ano, o disco "Portugal Hoje", feito em colaboração desta com o angolano Luis N’Gambi, composto apenas por versões de temas do compositor português José Afonso.

### Fechamento
Após o fechamento de Discos Marcus Pereira, seu acervo foi comprado pela Discos Copacabana, que também encerrou suas atividades, terminando tudo em posse da distribuidora ABW, que chegou a re-lançar parte do acervo em CD. Há alguns anos a EMI Music adquiriu todo o acervo da ABW.